# 南非大學
南非大學（簡稱UNISA）是南非的一所大學，為非洲最大的大學系統。該大學吸引了南非三分之一的高等教育學生就讀。通過各大學和附屬機構，南非大學擁有超過30萬名學生，其中包括來自全球130個國家的國際學生，使其成為世界上最大的大學之一。
作為一所綜合性大學，南非大學提供職業和學術課程，其中許多已獲得國際認證，以及廣泛的地理覆蓋範圍，使他們的學生在全世界許多國家均獲得認可和就業機會。

## 外部連結

### 大學
- 官方网站
- Official Unisa Facebook page（页面存档备份，存于）
- Official Unisa Twitter page（页面存档备份，存于）
- Official Unisa YouTube page（页面存档备份，存于）

### 國際合作
- Institutional Cooperation and Membership（页面存档备份，存于）
- African Relations（页面存档备份，存于）
- The Network for Education and Research in Europe[永久] (Network of evangelical seminaries, most in Germany)
- Masterstudium in Praktischer Theologie – Theologisches Seminar Adelshofen, Germany（页面存档备份，存于）